# Canthydrus bovillae
Canthydrus bovillae is een keversoort uit de familie diksprietwaterkevers (Noteridae). De wetenschappelijke naam van de soort werd in 1890 gepubliceerd door Thomas Blackburn.